# Kimmirut
Kimmirut é um povoado localizado na Região de Qikiqtaaluk, Nunavut, Canadá. É localizada na margem da Baía de Hudson, na Ilha de Baffin, na Península de Meta Incognita.
Sua população era de 389 no Censo de 2016, um decréscimo de 14.5% em relação ao censo de 2011.